# Rielves
Rielves ist eine Kleinstadt und eine zentralspanische Gemeinde (municipio) mit 859 Einwohnern (Stand: 2024) in der Provinz Toledo in der Autonomen Gemeinschaft Kastilien-La Mancha.

## Lage und Klima
Die Kleinstadt Rielves liegt nahe der A-40 knapp 20 km (Fahrtstrecke) nordwestlich von Toledo in der historischen Provinz La Mancha in einer Höhe von ca. 495 m; bis nach Madrid sind es gut 80 km in nordöstlicher Richtung. Das Klima im Winter ist rau, im Sommer dagegen trocken und warm; der spärliche Regen (ca. 380 mm/Jahr) fällt überwiegend in den Wintermonaten.

## Bevölkerungsentwicklung
| Jahr      | 1857 | 1900 | 1950 | 2000 | 2017 |
| Einwohner | 358  | 553  | 697  | 516  | 756  |

Die Kleinstadt profitierte seit Beginn des 21. Jahrhunderts von der guten Verkehrsanbindung zum Großraum Madrid.

## Wirtschaft
Das Umland von Rielves war und ist im Wesentlichen landwirtschaftlich geprägt (Weizen), wobei in geringem Umfang auch Wein- und Olivenanbau betrieben wird; die Kleinstadt selbst diente als handwerkliches und merkantiles Zentrum für die umliegenden Dörfer.

## Geschichte
Obwohl nur sehr wenige prähistorische, römische, westgotische und maurische Funde gemacht wurden, ist die Anwesenheit von Siedlern und Soldaten in der Region wahrscheinlich. Im Jahr 1085 wurde die Gegend von Alfons VI. zurückerobert (reconquista), jedoch kurz darauf von den berberischen Almoraviden erneut bedroht. Erst unter Alfons VII. (reg. 1126–1157) wurde die Region La Mancha um das Jahr 1130 endgültig christlich. Die ersten schriftlichen Erwähnungen stammen aus der Zeit um 1200. In dieser Zeit lag Rielves am Pilgerweg von der Levante (Valencia) über Toledo nach Ávila und weiter nach Santiago de Compostela.

## Sehenswürdigkeiten
Die dreischiffige Iglesia de Santiago Apóstol ist dem Apostel Jakobus d. Ä., dem geistigen Führer der Reconquista, geweiht. Die Außenwände zeigen Bruch- und Ziegelsteinmauerwerk in Anlehnung an den Mudéjar-Stil. Die flach schließende Apsis ist gegenüber dem Langhaus leicht erhöht.